# 大安乡 (环江县)
大安乡，是中华人民共和国广西壮族自治区河池市环江毛南族自治县下辖的一个乡镇级行政单位。

## 行政区划
大安乡下辖以下地区：
大安社区、顶新村、可爱村、才平村、塘房村、环界村和金桥村。